# A Szovjetunió az 1980. évi téli olimpiai játékokon
A Szovjetunió az egyesült államokbeli Lake Placidben megrendezett 1980. évi téli olimpiai játékok egyik részt vevő nemzete volt. Az országot az olimpián 9 sportágban 86 sportoló képviselte, akik összesen 22 érmet szereztek.

## Érmesek
| Érem  | Versenyző | Sportág        | Versenyszám                  |
| ----- | --- | -------------- | ---------------------------- |
| Arany | Anatolij Aljabjev | Biatlon        | Férfi 20 km egyéni indításos |
| Arany | Vlagyimir Alikin Alekszandr Tyihonov Vlagyimir Barnasov Anatolij Aljabjev | Biatlon        | Férfi 4 × 7,5 km váltó       |
| Arany | Natalja Petruszjova | Gyorskorcsolya | Női 1000 m                   |
| Arany | Irina Rodnyina Alekszandr Zajcev | Műkorcsolya    | Páros                        |
| Arany | Natalja Linyicsuk Gennagyij Karponoszov | Műkorcsolya    | Jégtánc                      |
| Arany | Nyikolaj Zimjatov | Sífutás        | Férfi 30 km                  |
| Arany | Nyikolaj Zimjatov | Sífutás        | Férfi 50 km                  |
| Arany | Vaszilij Rocsev Nyikolaj Bazsukov Jevgenyij Beljajev Nyikolaj Zimjatov | Sífutás        | Férfi 4 × 10 km váltó        |
| Arany | Raisza Szmetanyina | Sífutás        | Női 5 km                     |
| Arany | Vera Zozuļa | Szánkó         | Női egyes                    |
| Ezüst | Vlagyimir Alikin | Biatlon        | Férfi 10 km sprint           |
| Ezüst | Jevgenyij Kulikov | Gyorskorcsolya | Férfi 500 m                  |
| Ezüst | Nemzeti válogatott Helmuts Balderis Zinetula Biljaletgyinov Vjacseszlav Fetyiszov Alekszandr Golikov Vlagyimir Golikov Valerij Harlamov Alekszej Kaszatonov Vlagyimir Krutov Jurij Lebegyev Szergej Makarov Alekszandr Malcev Borisz Mihajlov Vlagyimir Miskin Vaszilij Pervuhin Vlagyimir Petrov Alekszandr Szkvorcov Szergej Sztarikov Vlagyiszlav Tretyjak Valerij Vasziljev Viktor Zsluktov | Jégkorong      | Férfi                        |
| Ezüst | Marina Cserkaszova Szergej Sahraj | Műkorcsolya    | Páros                        |
| Ezüst | Vaszilij Rocsev | Sífutás        | Férfi 30 km                  |
| Ezüst | Nyina Baldicsova Nyina Rocseva Galina Kulakova Raisza Szmetanyina | Sífutás        | Női 4 × 5 km váltó           |
| Bronz | Anatolij Aljabjev | Biatlon        | Férfi 10 km sprint           |
| Bronz | Vlagyimir Lobanov | Gyorskorcsolya | Férfi 1000 m                 |
| Bronz | Natalja Petruszjova | Gyorskorcsolya | Női 500 m                    |
| Bronz | Irina Moiszejeva Andrej Minyenkov | Műkorcsolya    | Jégtánc                      |
| Bronz | Alekszandr Zavjalov | Sífutás        | Férfi 50 km                  |
| Bronz | Ingrīda Amantova | Szánkó         | Női egyes                    |

## Alpesisí
Férfi
| Versenyző          | Versenyszám      | 1. futam      | 1. futam      | 2. futam      | 2. futam      | Összesítés | Összesítés |
| Versenyző          | Versenyszám      | Idő           | Hely.         | Idő           | Hely.         | Idő        | Helyezés   |
| ------------------ | ---------------- | ------------- | ------------- | ------------- | ------------- | ---------- | ---------- |
| Vlagyimir Andrejev | Műlesiklás       | 54,97         | 10.           | 51,68         | 9.            | 1:46,65    | 9.         |
| Vlagyimir Andrejev | Óriás-műlesiklás | 1:22,19       | 21.           | 1:22,75       | 11.           | 2:44,94    | 15.*       |
| Vlagyimir Makejev  | Lesiklás         |               |               |               |               | 1:49,87    | 22.        |
| Alekszandr Sirov   | Műlesiklás       | nem ért célba | nem ért célba | kiesett       | kiesett       | kiesett    | kiesett    |
| Alekszandr Sirov   | Óriás-műlesiklás | 1:21,53       | 10.           | 1:22,54       | 9.            | 2:44,07    | 9.         |
| Valerij Ciganov    | Lesiklás         |               |               |               |               | 1:47,34    | 8.         |
| Valerij Ciganov    | Óriás-műlesiklás | 1:21,22       | 6.            | nem ért célba | nem ért célba | kiesett    | kiesett    |

Női
| Versenyző                       | Versenyszám      | 1. futam | 1. futam | 2. futam | 2. futam | Összesítés | Összesítés |
| Versenyző                       | Versenyszám      | Idő      | Hely.    | Idő      | Hely.    | Idő        | Helyezés   |
| ------------------------------- | ---------------- | -------- | -------- | -------- | -------- | ---------- | ---------- |
| Nagyezsda Andrejeva-Patrikejeva | Műlesiklás       | 43,42    | 3.       | 45,78    | 11.      | 1:29,20    | 6.         |
| Nagyezsda Andrejeva-Patrikejeva | Óriás-műlesiklás | 1:17,44  | 14.      | 1:29,65  | 12.      | 2:47,09    | 12.        |

* - egy másik versenyzővel azonos eredményt ért el

## Biatlon
| Versenyző                                                                 | Versenyszám      | Lövőhiba | Időeredmény | Helyezés |
| ------------------------------------------------------------------------- | ---------------- | -------- | ----------- | -------- |
| Vlagyimir Alikin                                                          | 10 km sprint     | 0        | 32:53,10    |          |
| Vlagyimir Alikin                                                          | 20 km egyéni     | 6        | 1:12:05,30  | 8.       |
| Anatolij Aljabjev                                                         | 10 km sprint     | 1        | 33:09,16    |          |
| Anatolij Aljabjev                                                         | 20 km egyéni     | 0        | 1:08:16,31  |          |
| Vlagyimir Barnasov                                                        | 20 km egyéni     | 4        | 1:11:49,49  | 7.       |
| Alekszandr Tyihonov                                                       | 10 km sprint     | 2        | 34:14,88    | 9.       |
| Vlagyimir Alikin Alekszandr Tyihonov Vlagyimir Barnasov Anatolij Aljabjev | 4 × 7,5 km váltó | 0        | 1:34:03,27  |          |

## Északi összetett
| Versenyző          | Síugrás | Síugrás | Sífutás | Sífutás | Sífutás | Összesítés | Összesítés |
| Versenyző          | Pont    | Hely.   | Idő     | Pont    | Hely.   | Pont       | Helyezés   |
| ------------------ | ------- | ------- | ------- | ------- | ------- | ---------- | ---------- |
| Fjodor Kolcsin     | 171,0   | 26.     | 48:08,8 | 216,355 | 3.      | 387,355    | 15.        |
| Alekszandr Majorov | 194,4   | 13.     | 48:19,6 | 214,735 | 6.      | 409,135    | 7.         |
| Szergej Omelcsenko | 176,3   | 21.     | 49:33,6 | 203,635 | 10.     | 379,935    | 19.        |

## Gyorskorcsolya
Férfi
| Versenyző             | Versenyszám | Eredmény | Helyezés |
| --------------------- | ----------- | -------- | -------- |
| Szergej Berezin       | 5000 m      | 7:19,93  | 15.      |
| Szergej Berezin       | 10 000 m    | 15:04,68 | 10.      |
| Szergej Hlebnyikov    | 500 m       | 39,25    | 15.      |
| Szergej Hlebnyikov    | 1000 m      | 1:17,96  | 9.       |
| Jurij Kondakov        | 1500 m      | 1:57,36  | 5.       |
| Jevgenyij Kulikov     | 500 m       | 38,37    |          |
| Vlagyimir Lobanov     | 1000 m      | 1:16,91  | *        |
| Vlagyimir Lobanov     | 1500 m      | 1:59,30  | 8.       |
| Viktor Ljoszkin       | 5000 m      | 7:16,24  | 11.      |
| Viktor Ljoszkin       | 10 000 m    | 14:51,72 | 7.       |
| Anatolij Megyennyikov | 500 m       | 38,88    | 7.       |
| Anatolij Megyennyikov | 1000 m      | 1:18,92  | 15.      |
| Dmitrij Ogloblin      | 5000 m      | 7:16,92  | 13.      |
| Dmitrij Ogloblin      | 10 000 m    | 15:20,14 | 16.      |
| Jevhen Szolunszkij    | 1500 m      | 1:59,47  | 9.*      |

Női
| Versenyző              | Versenyszám | Eredmény | Helyezés |
| ---------------------- | ----------- | -------- | -------- |
| Tatyjana Barabas       | 1500 m      | 2:16,32  | 18.*     |
| Vira Brindzej          | 1500 m      | 2:16,32  | 18.*     |
| Irina Kulesova-Kovrova | 500 m       | 43,50    | 10.      |
| Irina Kulesova-Kovrova | 1000 m      | 1:29,94  | 20.      |
| Valentyina Lalenkova   | 1000 m      | 1:28,27  | 11.      |
| Valentyina Lalenkova   | 3000 m      | 4:51,72  | 17.      |
| Natalja Petruszjova    | 500 m       | 42,42    |          |
| Natalja Petruszjova    | 1000 m      | 1:24,10  |          |
| Natalja Petruszjova    | 1500 m      | 2:14,15  | 8.       |
| Natalja Petruszjova    | 3000 m      | 4:42,59  | 8.       |
| Olga Pleskova          | 3000 m      | 4:43,11  | 9.       |
| Tetyana Taraszova      | 500 m       | 43,26    | 8.       |

* - egy másik versenyzővel azonos eredményt ért el

## Jégkorong
| Szovjet férfi jégkorongcsapat-játékoskeret | Szovjet férfi jégkorongcsapat-játékoskeret                                                                                         | Szovjet férfi jégkorongcsapat-játékoskeret                                                                                 |
| --- | --- | --- |
| - Helmuts Balderis - Zinetula Biljaletgyinov - Vjacseszlav Fetyiszov - Alekszandr Golikov - Vlagyimir Golikov - Valerij Harlamov - Alekszej Kaszatonov | - Vlagyimir Krutov - Jurij Lebegyev - Szergej Makarov - Alekszandr Malcev - Borisz Mihajlov - Vlagyimir Miskin - Vaszilij Pervuhin | - Vlagyimir Petrov - Alekszandr Szkvorcov - Szergej Sztarikov - Vlagyiszlav Tretyjak - Valerij Vasziljev - Viktor Zsluktov |

### Eredmények
Vörös csoport
| Csapat        | M | Gy | D | V | G+ | G– | Gk  | P  |
| ------------- | - | -- | - | - | -- | -- | --- | -- |
| Szovjetunió   | 5 | 5  | 0 | 0 | 51 | 11 | +40 | 10 |
| Finnország    | 5 | 3  | 0 | 2 | 26 | 18 | +8  | 6  |
| Kanada        | 5 | 3  | 0 | 2 | 28 | 12 | +16 | 6  |
| Lengyelország | 5 | 2  | 0 | 3 | 15 | 23 | –8  | 4  |
| Hollandia     | 5 | 1  | 1 | 3 | 16 | 43 | –27 | 3  |
| Japán         | 5 | 0  | 1 | 4 | 7  | 36 | –29 | 1  |

- Finnország és Kanada között az egymás elleni eredmény (4–3) döntött.

| 1980. február 12. | Szovjetunió (URS) | 16 – 0 (8–0, 5–0, 3–0) | Japán | Lake Placid |

|  |  |  |  |  |
|  |  |  |  |  |
|  |  |  |  |  |
|  |  |  |  |  |

| 1980. február 14. | Szovjetunió (URS) | 17 – 4 (8–1, 7–1, 2–2) | Hollandia | Lake Placid |

|  |  |  |  |  |
|  |  |  |  |  |
|  |  |  |  |  |
|  |  |  |  |  |

| 1980. február 16. | Szovjetunió (URS) | 8 – 1 (5–1, 1–0, 2–0) | Lengyelország | Lake Placid |

|  |  |  |  |  |
|  |  |  |  |  |
|  |  |  |  |  |
|  |  |  |  |  |

| 1980. február 18. | Szovjetunió (URS) | 4 – 2 (0–1, 1–0, 3–1) | Finnország | Lake Placid |

|  |  |  |  |  |
|  |  |  |  |  |
|  |  |  |  |  |
|  |  |  |  |  |

| 1980. február 20. | Szovjetunió (URS) | 6 – 4 (1–1, 1–2, 4–1) | Kanada | Lake Placid |

|  |  |  |  |  |
|  |  |  |  |  |
|  |  |  |  |  |
|  |  |  |  |  |

Négyes döntő
| 1980. február 22. | Egyesült Államok (USA) | 4 – 3 (2–2, 0–1, 2–0) | Szovjetunió | Lake Placid |

|  |  |  |  |  |
|  |  |  |  |  |
|  |  |  |  |  |
|  |  |  |  |  |

| 1980. február 24. | Szovjetunió (URS) | 9 – 2 (4–0, 5–0, 0–2) | Svédország | Lake Placid |

|  |  |  |  |  |
|  |  |  |  |  |
|  |  |  |  |  |
|  |  |  |  |  |

Végeredmény
A táblázat tartalmazza
- a Vörös csoportban lejátszott Szovjetunió – Finnország 4–2-es,
- a Kék csoportban lejátszott Egyesült Államok – Svédország 2–2-es eredményt is.

| Csapat           | M | Gy | D | V | G+ | G– | Gk | P |
| ---------------- | - | -- | - | - | -- | -- | -- | - |
| Egyesült Államok | 3 | 2  | 1 | 0 | 10 | 7  | +3 | 5 |
| Szovjetunió      | 3 | 2  | 0 | 1 | 16 | 8  | +8 | 4 |
| Svédország       | 3 | 0  | 2 | 1 | 7  | 14 | –7 | 2 |
| Finnország       | 3 | 0  | 1 | 2 | 7  | 11 | –4 | 1 |

| Csapat      | Helyezés |
| ----------- | -------- |
| Szovjetunió |          |

## Műkorcsolya
| Versenyző                              | Versenyszám  | Kötelező elemek   | Kötelező elemek | Rövid program     | Rövid program | Kűr               | Kűr     | Összesítés                     | Összesítés                     | Összesítés                     | Összesítés                     | Összesítés                     | Összesítés                     | Összesítés                     | Összesítés                     | Összesítés                     | Összesítés        | Összesítés        | Összesítés  | Összesítés | Összesítés |
| Versenyző                              | Versenyszám  | Kötelező elemek   | Kötelező elemek | Rövid program     | Rövid program | Kűr               | Kűr     | Helyezési pontszámok bírónként | Helyezési pontszámok bírónként | Helyezési pontszámok bírónként | Helyezési pontszámok bírónként | Helyezési pontszámok bírónként | Helyezési pontszámok bírónként | Helyezési pontszámok bírónként | Helyezési pontszámok bírónként | Helyezési pontszámok bírónként | Több. hely. száma | Több. hely. össz. | Hely. össz. | Pont       | Helyezés   |
| Versenyző                              | Versenyszám  | Több. hely. száma | Hely.           | Több. hely. száma | Hely.         | Több. hely. száma | Hely.   | 1                              | 2                              | 3                              | 4                              | 5                              | 6                              | 7                              | 8                              | 9                              | Több. hely. száma | Több. hely. össz. | Hely. össz. | Pont       | Helyezés   |
| -------------------------------------- | ------------ | ----------------- | --------------- | ----------------- | ------------- | ----------------- | ------- | ------------------------------ | ------------------------------ | ------------------------------ | ------------------------------ | ------------------------------ | ------------------------------ | ------------------------------ | ------------------------------ | ------------------------------ | ----------------- | ----------------- | ----------- | ---------- | ---------- |
| Igor Bobrin                            | Férfi egyéni | 7×7+              | 7.              | 5×5+              | 6.            | 8×8+              | 8.      | 6,0                            | 6,0                            | 6,0                            | 6,0                            | 7,0                            | 6,0                            | 6,0                            | 6,0                            | 6,0                            | 8×6+              | 48,0              | 55,0        | 177,40     | 6.         |
| Konsztantyin Kokora                    | Férfi egyéni | 7×10+             | 10.             | 5×10+             | 11.           | 8×11+             | 10.     | 10,0                           | 10,0                           | 8,0                            | 11,0                           | 10,0                           | 10,0                           | 10,0                           | 11,0                           | 11,0                           | 6×10+             | 58,0              | 91,0        | 168,18     | 10.        |
| Vlagyimir Kovaljov                     | Férfi egyéni | 5×5+              | 5.              | nem indult        | nem indult    | kiesett           | kiesett | kiesett                        | kiesett                        | kiesett                        | kiesett                        | kiesett                        | kiesett                        | kiesett                        | kiesett                        | kiesett                        | kiesett           | kiesett           | kiesett     | kiesett    | kiesett    |
| Kira Ivanova                           | Női egyéni   | 8×18+             | 18.             | 8×16+             | 16.           | 5×13+             | 13.     | 16,0                           | 16,0                           | 16,0                           | 15,0                           | 16,0                           | 17,0                           | 16,0                           | 16,0                           | 16,0                           | 8×16+             | 127,0             | 144,0       | 161,54     | 16.        |
| Irina Rodnyina Alekszandr Zajcev       | Páros        |                   |                 | 9×1+              | 1.            | 9×1+              | 1.      | 1,0                            | 1,0                            | 1,0                            | 1,0                            | 1,0                            | 1,0                            | 1,0                            | 1,0                            | 1,0                            | 9×1+              | 9,0               | 9,0         | 147,26     |            |
| Marina Cserkaszova Szergej Sahraj      | Páros        |                   |                 | 9×2+              | 2.            | 8×2+              | 2.      | 3,0                            | 5,0                            | 3,0                            | 4,0                            | 3,0                            | 4,0                            | 3,0                            | 3,0                            | 5,0                            | 8×2+              | 16,0              | 19,0        | 143,80     |            |
| Marina Pesztova Sztanyiszlav Leonovics | Páros        |                   |                 | 8×4+              | 3.            | 9×4+              | 4.      | 5,0                            | 4,0                            | 5,0                            | 5,0                            | 5,0                            | 6,0                            | 5,0                            | 5,0                            | 6,0                            | 9×4+              | 31,0              | 31,0        | 141,14     | 4.         |

| Versenyző                               | Versenyszám | Kötelező táncok   | Kötelező táncok | Eredeti (original) tánc | Eredeti (original) tánc | Kűr               | Kűr   | Összesítés                     | Összesítés                     | Összesítés                     | Összesítés                     | Összesítés                     | Összesítés                     | Összesítés                     | Összesítés                     | Összesítés                     | Összesítés        | Összesítés        | Összesítés  | Összesítés | Összesítés |
| Versenyző                               | Versenyszám | Kötelező táncok   | Kötelező táncok | Eredeti (original) tánc | Eredeti (original) tánc | Kűr               | Kűr   | Helyezési pontszámok bírónként | Helyezési pontszámok bírónként | Helyezési pontszámok bírónként | Helyezési pontszámok bírónként | Helyezési pontszámok bírónként | Helyezési pontszámok bírónként | Helyezési pontszámok bírónként | Helyezési pontszámok bírónként | Helyezési pontszámok bírónként | Több. hely. száma | Több. hely. össz. | Hely. össz. | Pont       | Helyezés   |
| Versenyző                               | Versenyszám | Több. hely. száma | Hely.           | Több. hely. száma       | Hely.                   | Több. hely. száma | Hely. | 1                              | 2                              | 3                              | 4                              | 5                              | 6                              | 7                              | 8                              | 9                              | Több. hely. száma | Több. hely. össz. | Hely. össz. | Pont       | Helyezés   |
| --------------------------------------- | ----------- | ----------------- | --------------- | ----------------------- | ----------------------- | ----------------- | ----- | ------------------------------ | ------------------------------ | ------------------------------ | ------------------------------ | ------------------------------ | ------------------------------ | ------------------------------ | ------------------------------ | ------------------------------ | ----------------- | ----------------- | ----------- | ---------- | ---------- |
| Natalja Linyicsuk Gennagyij Karponoszov | Jégtánc     | 9×1+              | 1.              | 6×1+                    | 1.                      | 5×2+              | 2.    | 2,0                            | 2,0                            | 1,0                            | 1,0                            | 2,0                            | 1,0                            | 1,0                            | 1,0                            | 2,0                            | 5×1+              | 5,0               | 13,0        | 205,48     |            |
| Irina Moiszejeva Andrej Minyenkov       | Jégtánc     | 7×3+              | 3.              | 9×3+                    | 3.                      | 5×2+              | 3.    | 3,0                            | 3,0                            | 2,0                            | 3,0                            | 3,0                            | 3,0                            | 3,0                            | 4,0                            | 3,0                            | 8×3+              | 23,0              | 27,0        | 201,86     |            |
| Natalja Besztyemjanova Andrej Bukin     | Jégtánc     | 8×9+              | 9.              | 7×6+                    | 6.                      | 9×9+              | 9.    | 9,0                            | 9,0                            | 7,0                            | 8,0                            | 9,0                            | 10,0                           | 7,0                            | 8,0                            | 8,0                            | 5×8+              | 38,0              | 75,0        | 188,18     | 8.         |

## Sífutás
Férfi
| Versenyző                                                              | Versenyszám     | Eredmény   | Helyezés |
| ---------------------------------------------------------------------- | --------------- | ---------- | -------- |
| Nyikolaj Bazsukov                                                      | 30 km           | 1:31:06,28 | 14.      |
| Jevgenyij Beljajev                                                     | 15 km           | 42:46,02   | 5.       |
| Jevgenyij Beljajev                                                     | 30 km           | 1:30:35,32 | 11.      |
| Jevgenyij Beljajev                                                     | 50 km           | 2:31:21,19 | 6.       |
| Vaszilij Rocsev                                                        | 15 km           | 43:16,86   | 13.      |
| Vaszilij Rocsev                                                        | 30 km           | 1:27:34,22 |          |
| Szergej Szaveljev                                                      | 50 km           | 2:31:15,82 | 5.       |
| Alekszandr Zavjalov                                                    | 15 km           | 43:00,81   | 7.       |
| Alekszandr Zavjalov                                                    | 50 km           | 2:30:51,52 |          |
| Nyikolaj Zimjatov                                                      | 15 km           | 42:33,96   | 4.       |
| Nyikolaj Zimjatov                                                      | 30 km           | 1:27:02,80 |          |
| Nyikolaj Zimjatov                                                      | 50 km           | 2:27:24,60 |          |
| Vaszilij Rocsev Nyikolaj Bazsukov Jevgenyij Beljajev Nyikolaj Zimjatov | 4 × 10 km váltó | 1:57:03,46 |          |

Női
| Versenyző                                                         | Versenyszám    | Eredmény   | Helyezés |
| ----------------------------------------------------------------- | -------------- | ---------- | -------- |
| Nyina Baldicsova                                                  | 5 km           | 15:29,03   | 5.       |
| Nyina Baldicsova                                                  | 10 km          | 31:22,93   | 6.       |
| Galina Kulakova                                                   | 5 km           | 15:29,58   | 6.       |
| Galina Kulakova                                                   | 10 km          | 30:58,46   | 5.       |
| Nyina Rocseva                                                     | 5 km           | 15:50,39   | 15.      |
| Iraida Szuszlova                                                  | 10 km          | 31:48,39   | 14.      |
| Raisza Szmetanyina                                                | 5 km           | 15:06,92   |          |
| Raisza Szmetanyina                                                | 10 km          | 30:54,48   | 4.       |
| Nyina Baldicsova Nyina Rocseva Galina Kulakova Raisza Szmetanyina | 4 × 5 km váltó | 1:03:18,30 |          |

## Síugrás
| Versenyző           | Versenyszám | 1. ugrás | 1. ugrás | 2. ugrás | 2. ugrás | Összesítés | Összesítés |
| Versenyző           | Versenyszám | Pont     | Hely.    | Pont     | Hely.    | Pont       | Helyezés   |
| ------------------- | ----------- | -------- | -------- | -------- | -------- | ---------- | ---------- |
| Alekszej Borovityin | Normálsánc  | 115,0    | 16.      | 105,3    | 25.      | 220,3      | 21.        |
| Alekszej Borovityin | Nagysánc    | 91,8     | 43.      | 101,6    | 28.      | 193,4      | 36.        |
| Jurij Ivanov        | Normálsánc  | 93,8     | 37.      | 106,5    | 22.      | 200,3      | 33.        |
| Jurij Ivanov        | Nagysánc    | 103,5    | 28.*     | 93,5     | 38.      | 197,0      | 34.        |
| Andrej Sakirov      | Normálsánc  | 72,8     | 46.      | 74,3     | 46.      | 147,1      | 46.        |
| Andrej Sakirov      | Nagysánc    | 99,3     | 37.      | 87,7     | 41.      | 187,0      | 39.        |
| Vlagyimir Vlaszov   | Normálsánc  | 109,2    | 27.      | 95,6     | 37.      | 204,8      | 31.        |
| Vlagyimir Vlaszov   | Nagysánc    | 103,5    | 28.*     | 101,8    | 27.      | 205,3      | 28.        |

* - egy másik versenyzővel azonos eredményt ért el

## Szánkó
| Versenyző                        | Versenyszám | 1. futam | 1. futam | 2. futam | 2. futam | 3. futam      | 3. futam      | 4. futam | 4. futam | Összesítés | Összesítés |
| Versenyző                        | Versenyszám | Idő      | Hely.    | Idő      | Hely.    | Idő           | Hely.         | Idő      | Hely.    | Idő        | Helyezés   |
| -------------------------------- | ----------- | -------- | -------- | -------- | -------- | ------------- | ------------- | -------- | -------- | ---------- | ---------- |
| Dainis Bremze                    | Férfi egyes | 43,559   | 3.       | 1:21,445 | 25.      | nem ért célba | nem ért célba | kiesett  | kiesett  | kiesett    | kiesett    |
| Ingrīda Amantova                 | Női egyes   | 39,346   | 3.       | 39,488   | 3.       | 39,610        | 5.            | 39,373   | 4.       | 2:37,817   |            |
| Astra Rībena                     | Női egyes   | 39,617   | 8.       | 39,780   | 7.       | 39,816        | 8.            | 39,798   | 8.       | 2:39,011   | 8.         |
| Vera Zozuļa                      | Női egyes   | 38,978   | 1.       | 39,167   | 1.       | 39,271        | 1.            | 39,121   | 1.       | 2:36,537   |            |
| Dainis Bremze Aigars Krikis      | Kettes      | 40,164   | 11.      | 40,498   | 10.      |               |               |          |          | 1:20,662   | 10.        |
| Valerij Jakusin Szergej Danyilin | Kettes      | 39,951   | 7.       | 45,193   | 18.      |               |               |          |          | 1:25,144   | 17.        |